# Sarah Lahti
Sarah Lahti (zeitweise Sarah van der Wielen; * 18. Februar 1995 in Klippan) ist eine schwedische Leichtathletin, die sich auf den Langstreckenlauf spezialisiert hat.

## Sportliche Laufbahn
Erste Erfahrungen bei einer internationalen Meisterschaft sammelte Sarah Lahti bei den Juniorenweltmeisterschaften 2012 in Barcelona, bei denen sie im Hindernislauf als 33. des Vorlaufes ausschied. 2013 nahm sie über 3000 Meter an den Junioreneuropameisterschaften in Rieti teil, konnte ihren Lauf dort aber nicht beenden, wie auch den Lauf über 5000 Meter bei den Juniorenweltmeisterschaften 2014 in Eugene. 2016 qualifizierte sie sich für die Hallenweltmeisterschaften in Portland und schied dort im Vorlauf über 1500 Meter aus. Bei den Europameisterschaften in Amsterdam belegte sie über 10.000 Meter den neunten Platz. Daraufhin nahm sie an den Olympischen Sommerspielen in Rio de Janeiro teil und stellte dort einen neuen Landesrekord über 10.000 Meter auf und belegte damit den zwölften Platz. Der Landesrekord wurde 2017 von Meraf Bahta verbessert. Bei den U23-Europameisterschaften 2017 im polnischen Bydgoszcz gewann sie erstmals Medaillen. Nach Bronze über 5000 Meter musste sie sich über 10.000 Meter nur der überlegenen Türkin Yasemin Can geschlagen geben. Bei den Weltmeisterschaften in London konnte sie ihren Lauf über 10.000 Meter wegen einer Verletzung erneut nicht beenden und verzichtete daraufhin auf einen Start über 5000 m.
2020 steigerte sie beim Dresden-Halbmarathon ihren Landesrekord auf 1:09:53 h und belegte damit den zweiten Platz. Im Jahr darauf stellte sie in Frankreich mit 15:22 min einen Landesrekord im 5-km-Straßenlauf auf und qualifizierte sich zudem über 10.000 m für die Olympischen Sommerspiele in Tokio, bei denen sie aber nicht bis ins Ziel gelangte. Im Jahr darauf verpasste sie bei den Weltmeisterschaften in Eugene mit 15:26,05 min den Finaleinzug über 5000 Meter und anschließend gelangte sie bei den Europameisterschaften in München mit 32:42,27 min auf Rang 14 über 10.000 Meter. Im Dezember wurde sie bei den Crosslauf-Europameisterschaften in Turin nach 28:05 min auf Rang 19 im Einzelrennen. 2023 gelangte sie bei den Weltmeisterschaften in Budapest mit 33:09,22 min auf Rang 18 über 10.000 Meter. Anschließend kam sie bei den Straßenlauf-Weltmeisterschaften in Riga im Halbmarathon nicht ins Ziel, wie auch bei den Crosslauf-Europameisterschaften im Dezember in Brüssel. Im Jahr darauf siegte sie in 26:58 min beim International Warandecross Tilburg, ehe sie bei den Crosslauf-EM in Antalya nach 26:16 min den siebten Platz im Einzelbewerb belegte. Bei den erstmals ausgetragenen Straßenlauf-Europameisterschaften 2025 in Löwen landete sie nach 31:35 min auf dem sechsten Platz über 10 km.
In den Jahren 2016 und 2023 wurde Lahti schwedische Meisterin über 5000 Meter und 2013, 2015 und 2016 Hallenmeisterin über 3000 Meter. Im September 2017 heiratete sie den niederländischen Langstreckenläufer Jesper van der Wielen und änderte daraufhin ihren Nachnamen. Nach der Trennung tritt sie seit 2019 wieder als Sarah Lahti an.

## Persönliche Bestleistungen
- 1500 Meter: 4:08,00 min, 4. Juli 2021 in Stockholm
  - 1500 Meter (Halle): 4:11,68 min, 18. März 2016 in Portland
  - Meile (Halle): 4:30,42 min, 17. Februar 2016 in Stockholm
- 3000 Meter: 8:50,97 min, 24. Juni 2016 in Utrecht
  - 3000 Meter (Halle): 8:59,01 min, 25. Februar 2022 in Växjö
- 5000 Meter: 15:04,87 min, 21. Mai 2022 in Birmingham
- 10.000 Meter: 31:11,12 min, 4. Mai 2021 in Stockholm
- 10-km-Straßenlauf: 31:26 min, 3. Oktober 2021 in Valencia
- Halbmarathon: 1:08:19 h, 24. Oktober 2021 in Valencia
- 3000 m Hindernis: 10:32,61 min, 6. Juni 2012 in Hässleholm